# Pseudotriton
Pseudotriton is een geslacht van salamanders uit de familie longloze salamanders (Plethodontidae). De soort werd voor het eerst wetenschappelijk beschreven door Johann Jakob von Tschudi in 1838. Later werd de wetenschappelijke naam Mycetoglossus  gebruikt.
Alle vertegenwoordigers komen voor in Noord-Amerika en zijn endemisch in delen van de Verenigde Staten. De drie soorten zijn in één oogopslag te herkennen aan het worstvormige lichaam en de knaloranje tot rode kleur met kleine afstekende zwarte vlekjes over het gehele lichaam. Pseudotriton-soorten zijn landbewoners die zich echter in het water moeten voortplanten. Ook de larvale ontwikkeling vindt in het water plaats.

## Taxonomie
Er zijn drie soorten, de soort Pseudotriton diastictus werd lange tijd als ondersoort van de moddersalamander (Pseudotriton montanus) beschouwd. Dit wordt overigens niet door alle bronnen erkend.
Geslacht Pseudotriton
- Soort Pseudotriton diastictus
- Soort Pseudotriton montanus – Moddersalamander
- Soort Pseudotriton ruber – Rode salamander